# Wilhelm Weber (Pfarrer)
Wilhelm Weber (* 3. Juni 1889 in Langenhorst; † 3. Februar 1963 in Bockum-Hövel) war ein deutscher katholischer Geistlicher und NS-Opfer.

## Leben
Wilhelm Weber war nach dem Studium der katholischen Theologie und Priesterweihe am 14. August 1913 in Münster ab jenem Jahr als Kaplan nacheinander in Haltern, Borken (Propsteikirche St. Remigius) und Hamborn tätig. Ab 1939 betreute er als Pfarrer die St. Pankratius-Kirchengemeinde in Bockum-Hövel.
Am 27. November 1943 wurde Wilhelm Weber im Pfarrhaus Bockum-Hövel wegen „staatsabträglichen Verhaltens“ verhaftet und ins Zuchthaus nach Münster gebracht. Der Inhaftierung waren langjährige Reibereien mit den Ortsgruppen der NSDAP und der SA vorausgegangen. Diesen nachfolgende Ereignisse zogen dann die Verhaftung nach sich: Trotz massiven Insistierens der örtlichen SA weigerte er sich hartnäckig, wegen dessen vorherigen Kirchenaustrittes, die Beerdigung eines bei einem Luftangriff ums Leben gekommenen NSDAP-Mitgliedes auf dem kirchlichen Friedhof in Hövel zu gestatten. Zudem forderte er die Witwe eines kurz vorher verstorbenen SA-Truppführers auf, das Zivilabzeichen der SA von dem auf dem kirchlichen Friedhof gelegenen Grabmal ihres Mannes entfernen zu lassen. Außerdem wurde ihm vorgeworfen, er habe eine katholische polnische Zwangsarbeiterin, die allgemein als Selbstmörderin galt, in einem Einzelgrab auf dem damals noch katholischen Friedhof beigesetzt bzw. beisetzen lassen.
Weber äußerte sich öffentlich abfällig über die Anmaßungen der nationalsozialistischen Funktionsträger. Durch Denunziation wurde dies der Gestapo in Münster bekannt, die ihn daraufhin verhaftete. Nach Gefangenschaft in Münster war Weber ab dem 19. Februar 1944 bis zum 10. April 1945 im sogenannten Pfarrerblock des Konzentrationslagers Dachau mit der Häftlings-Nr. 64053 inhaftiert. Der damals 55-jährige Priester war dort wegen seines Alters dem Arbeitskommando Strohsackstopfen zugeteilt. Ein ordentliches Gerichtsverfahren hatte nie stattgefunden. Sein Vetter, der Münsteraner Sozial- und Caritaswissenschaftler Heinrich Weber (1888–1946), bemühte sich vergeblich um seine Freilassung.
Nach der Entlassung aus dem KZ fand Weber erste Aufnahme im Pfarrhaus Dachau. Von dort begab er sich in die Abtei der Benediktinerinnen Kloster Sankt Walburg Eichstätt, dessen Äbtissin eine Schwester der Freifrau von Twickel auf dem Schloss Ermelinghof in Bockum-Hövel war. In Eichstätt besuchte ihn seine Nichte Anne Marie Goerdeler. Sie war die Schwiegertochter des Widerstandskämpfers Carl Friedrich Goerdeler, der das gescheiterte Attentat vom 20. Juli 1944 auf Hitler maßgeblich mitgeplant hatte und als neuer Reichskanzler ausersehen war. Sie war über den Gesundheitszustand des Onkels entsetzt. Die Schwestern pflegten ihn nach besten Kräften, so dass er im Sommer 1945 nach Bockum-Hövel zurückkehren konnte. Er nahm das Pfarramt wieder auf und setzte sich in der Folgezeit u. a. für den Wiederaufbau des 1944 durch zwei Bombentreffer zerstörten Kirchenschiffes der St. Pankratius-Kirche ein. In der Zeit von 1954 bis 1957 erfolgte unter seiner Leitung der Wiederaufbau.
2009 wurde für ihn in Bockum-Hövel (seit 1975 ein Stadtbezirk von Hamm) ein Stolperstein verlegt.